# Voyage sous les mers 3D
Pour plus de détails, voir Fiche technique et Distribution.
Voyage sous les mers 3D (Oceans 3D : Into the Deep) est un film britannique. C'est un documentaire réalisé par Jean-Jacques Mantello et François Mantello, sorti en 2009.

## Synopsis
Ce film nous fait voyager dans une odyssée sous-marine en trois dimensions.

## Fiche technique
- Réalisation : Jean-Jacques Mantello et François Mantello
- Production : François Mantello
- Société de production : 3D Entertainment (Grande-Bretagne)
- Scénario : Jean-Jacques Mantello et François Mantello
- Photographie : Gavin McKinney
- Musique : Christophe Jacquelin
- Montage : Jean-Jacques Mantello

## Distribution
- Marion Cotillard : narratrice (version française)
- Belen Rueda : narratrice (version espagnole)
- Tifenn Linéatte : narratrice (version bretonne)

## Autour du film
(janvier 2010).
Si vous disposez d'ouvrages ou d'articles de référence ou si vous connaissez des sites web de qualité traitant du thème abordé ici, merci de compléter l'article en donnant les références utiles à sa vérifiabilité et en les liant à la section « Notes et références ».
- Ce docu-fiction est le premier film entièrement tourné en Numérique HD et en 3D-Relief.
- La production du film a duré près de 7 ans.
- L'équipe du film a fait 26 expéditions à travers les mers du monde.
- L'équipe a passé 1 500 heures sous l'eau.
- Les réalisateurs ont accumulé 200 heures de rushes.
- L'équipe était avec 400 requins à 40 mètres sous la mer sans cage de protection.